# Еліс Росс-Кінг
Еліс Росс-Кінг (англ. Alice Ross-King), в шлюбі Епплфорд (англ. Alice Appleford; 5 серпня 1887, Балларат — 17 серпня 1968, Сідней) — австралійська медична сестра, що брала участь в обох світових війнах.
Під час Першої світової війни служила у шпиталях у Єгипті та Франції і була однією з семи австралійських медсестер, нагороджених за хоробрість військовою медаллю. Під час Другої світової війни обіймала один із керівних постів в Австралійської армійської медичної жіночої служби. У 1949 році була нагороджена медаллю імені Флоренс Найтінгейл — найвищою нагородою Міжнародного комітету Червоного Хреста.

## Ранні роки
Еліс Росс Кінг народилася 5 серпня 1887 року в Баллараті єдиною дочкою з трьох дітей у сім'ї Арчібальда Росс Кінга та Генрієтти, до шлюбу Ворд. Дівчинка була хрещена під ім'ям Аліс Росс (англ. Alys Ross, проте все життя вона використовувала більш звичний варіант першого імені — Еліс. Через кілька років після народження Еліс її сім'я переїхала до австралійського Перта; тут внаслідок нещасного випадку на річці Свон загинули батько та брати. Незабаром після смерті чоловіка та синів Генрієтта з донькою переїхала до Мельбурна .
Хоча Еліс була протестанткою, вона навчалася послідовно в католицькій академії непорочної діви Марії у Фіцрої, Вікторія, та  Пресвітеріанському жіночому коледжі у Мельбурні. Після закінчення коледжу Еліс, не досягши віку, що дозволяв вступити на курси медсестер, деякий час пропрацювала помічницею старшої медичної сестри в мельбурнському госпиталі Остін. Крім того, під час епідемії тифу Еліс допомагала персоналу госпиталю Альфред; у цей час почала навчання на курсах медсестер. Отримавши відповідний сертифікат, до початку Першої світової війни працювала у Мельбурні, поєднуючи обов'язки медичної сестри, нічної доглядачки та старшої медичної сестри. Перед самим початком війни Еліс здобула кваліфікацію операційної сестри та працювала в приватній лікарні на Коллінс-стріт .

## Перша світова війна
З початком Першої світової війни була зарахована до штату медсестер Австралійської армійської сестринської служби (ААСС) Австралійських імперських сил (АІС); у документах ААСС друге ім'я Еліс, Росс, було перетворене на частину прізвища, щоб відрізнити її від іншої Еліс Кінг, що служила там же. Офіційним початком служби Еліс Росс-Кінг вважається 21 листопада, коли вона відбула з Брисбена до Першого австралійського головного госпіталю в Геліополі, Каїр. Незабаром після цього Росс-Кінг серед невеликої групи медсестер була направлена в Суец для допомоги в евакуації французького монастирського притулку та очищення його будівлі під лікарню для постраждалих з Галліполі. Потім в 1915 році Росс-Кінг була призначена медичною сестрою при поранених, що транспортувалися назад до Австралії, і в тому ж році повернулася в Єгипет з підкріпленням.
У квітні 1916 року Перший австралійський головний госпіталь був розміщений у Руані. Сестра Росс-Кінг залишалася при госпіталі під час битви на Соммі, а потім, 7 червня 1917 року, приєдналася до Десятого стаціонарного госпіталю в Сент-Омері. 17 липня Росс-Кінг опинилася на передовій у Другому австралійському наметовому евакуаційному шпиталі, що розташовувався в Труа-Арбрі поблизу Армантьєра. У ніч проти 22 липня госпіталь, що знаходився поблизу залізниці, розбомбили. П'ять бомб потрапили на територію самого госпіталю, решта впала на його околицях. Одна із бомб розірвалася перед Росс-Кінг; пізніше вона описувала у щоденнику жах і кривавий хаос, що панували навколо і вимагали від неї великої відваги. Чотирьох людей було вбито, 15 серйозно поранено. Незважаючи на те, що зміна Росс-Кінг закінчилася кількома годинами раніше, вона повернулася до роботи і допомагала пораненим вибиратися з-під наметів. Вона стала однією із семи австралійських медичних сестер, нагороджених за хоробрість та вірність обов'язку Військовою медаллю під час Першої світової війни. Нагорода була вручена Росс-Кінг через місяць генералом Вільямом Бірдвудом.
Нальоти на шпиталь тривали наступні кілька тижнів. Аж до листопада 1917 року весь госпіталь, до якого надходили поранені у третій битві при Іпрі, перебував у напрузі. Росс-Кінг писала у щоденнику: «„Останній пост“ [військовий похоронний гімн] грає майже весь день на цвинтарі по сусідству зі шпиталем. Стільки смертей». 18 листопада вона повернулася до Руана і на Різдво була згадана у наказі, а 31 травня наступного року була нагороджена союзним Королівським червоним хрестом. 9 січня 1919 року госпіталь повернувся до Англії і того ж місяця Еліс Росс-Кінг вирушила додому до Австралії. Останнім днем її служби в АІС вважається 17 вересня 1919 року.

## Особисте життя
Під час війни Росс-Кінг познайомилася з Гаррі Моффіттом, офіцером 53-го батальйону Австралійських імперських сил. Вони побралися в 1915 році, але чоловік був убитий у битві під Фромелем в липні 1916 року.
Під час повернення додому після війни вона познайомилася з доктором Сідні Теодором Епплфордом. Вони одружилися 20 серпня 1919 року в Мельбурні і оселилися в Ланг-Ланге, Вікторія, де проживали до 1940 року. Після весілля Еліс повернула друге ім'я. Пара стала батьками двох синів та двох дочок. Як пізніше згадувала одна з дочок Еліс, вона була дуже таємничою людиною і ніколи не розповідала про свою службу під час війни.
Наприкінці 1930-х років Еліс Епплфорд займалася навчанням волонтерів загороджувальних загонів у Джипсленді. На початку 1940 року з сім'єю повернулася до Мельбурна, де продовжувала займатися навчанням волонтерів, а її чоловік був призначений штатним лікарем до армії. В 1942 році волонтерська служба увійшла до складу Австралійської армійської медичної жіночої служби (ААМЖС), а сама Еліс отримала звання майора і призначення на посаду старшої помічниці у Вікторії . Невтомна відданість справі та працьовитість, відповідальність за дві тисячі військовослужбовців та її організаторські здібності мали величезний вплив на діяльність із мобілізації коштів під час Другої світової війни. Еліс надавала допомогу Червоному Хресту та благодійним організаціям, які займалися підтримкою вдів та сиріт, а також дбала про благополуччя членів ААМЖС .
У 1949 році Еліс Епплфорд була нагороджена медаллю Флоренс Найтінгейл — найвищою нагородою Міжнародного комітету Червоного Хреста — за «відчуття обов'язку, бездоганну твердість характеру, людяність, щирість і добре серце». Вона стала однією з двох австралійських медичних сестер, що удостоїлася цієї нагороди.
Еліс Епплфорд продовжувала служити в ААМЖС до 1951 року. Після війни з сім'єю залишалася жити у Мельбурні. Незабаром після смерті чоловіка в 1958 році вона переїхала жити в Кронуллу, Сідней, де й померла 17 серпня 1968 року на 82-му році життя. Похована поряд з чоловіком у пресвітеріанській частині Фоукнерського цвинтаря в Мельбурні .

## Спадщина
З 1970 року колишня ААМЖС вручає членам Королівського австралійського армійського сестринського корпусу щорічну премію, названу на честь Еліс Епплфорд .
У 2008 році побачила світ книга Пітера Різа «Інші АНЗАК» (англ. The Other Anzacs; перевидавалася під назвою «Дівчата з АНЗАК»), яка розповідає про службу медмчної сестри Еліс Росс-Кінг у Першій світовій війні. У 2014 році книга була екранізована; роль Еліс Росс-Кінг виконала австралійська акторка Джорджія Флуд.

## Спадщина та ушанування пам'ять
- Transcript of diaries of Alice Ross-King, 1915-1919 (англ.). Australian War Memorial. Процитовано 10 липня 2016.